# Каспаров, Юрий Сергеевич
Юрий Серге́евич Каспа́ров (род. 8 июня 1955, Москва) — российский композитор, музыкальный педагог, профессор Московской консерватории. Заслуженный деятель искусств Российской Федерации (2007).

## Биография
Родился в Москве, в армянской семье. Музыкой стал заниматься с 5 лет. Окончил музыкальную школу. По настоянию родителей поступил и в 1978 г. окончил Московский энергетический институт. Работал инженером в Центральном научно-исследовательском институте автоматики и гидравлики и параллельно учился в Московском областном музыкальном училище, которое окончил за два года (1978—1980). В 1980—1984 гг. учился в Московской консерватории, поступив сразу на второй курс на композиторский факультет. Инструментовке учился у Е. П. Макарова, композиции у М. И. Чулаки. В 1989—1991 г. учился в аспирантуре Московской консерватории, его научным руководителем был Э. В. Денисов.
В 1985—1989 гг. работал главным музыкальным редактором Центральной студии документальных фильмов.
С 1992 г. — заместитель председателя исполнительного комитета Международной Ассоциации композиторских организаций.
В 1993 г. на Французском радио он создает своё первое интерактивное электроакустическое сочинение — «Чакону» для фагота, виолончели и лайв — электроники.
Основатель (1990) и художественный руководитель Московского ансамбля современной музыки — первого в России постоянно действующего коллектива, специализирующегося исключительно на современной музыке.
Член правления Московского Союза композиторов и оргкомитета Международного музыкального фестиваля «Московская осень».
Один из организаторов и руководителей Российской ассоциации современной музыки, сопредседатель Российской секции Международного общества современной музыки (ISCM).
С 2005 г. преподает в Московской консерватории на кафедре инструментовки, а с 2007 г. — также и на кафедре сочинения. Среди учеников по композиции Александр Хубеев, Станислав Маковский, Елена Рыкова, Андрей Бесогонов, Максим Бабинцев, Татьяна Герасименок...

## Творческие контакты
Произведения Каспарова часто исполняются на многих фестивалях современной музыки таких, как Фестиваль Радио Франции «Presences» (Франция), Frankfurt Fest (Германия), «Ensems» (Испания), «Pontino» (Италия), «Contemporary Music Festival in Basle» (Швейцария), «Lerchenborg Music Days» (Дания), «Warsaw Autumn» (Польша), «Melos-Ethos» (Словакия), Tokyo Summer Festival (Япония) и многих других.
Исполнители и организаторы концертных акций регулярно делают композитору заказы на новые сочинения. Среди таких исполнителей и организаций — Ансамбль Модерн (Германия), Радио-Франс совместно с Институтом Музыкальных Исследований, Международные фестивали Дни Новой Музыки в Цюрихе (Швейцария) и Фелдкирх фестиваль (Австрия), Гранд-Театр г. Тур (Франция), Симфонический Оркестр г. Ставангер (Норвегия), Симфонический Оркестр г. Тур (Франция), Ensemble Accroche Note и Ensemble Orchestral Contemporain (Франция), CORE-Ансамбль (США), Ансамбль Археус (Румыния), Французский Оркестр Флейт и другие.
Произведения Юрия Каспарова исполнялись такими известными дирижёрами, как Поль Мефано, Пьер Рулье, Даниэль Кавка (Франция), Фридрих Гольдманн (Германия), Оливье Кюанде (Швейцария), Тадааки Отака (Япония), Дэвид Милнс (США), Эмин Хачатурян, Валерий Полянский, Владимир Зива, Сергей Скрипка, Василий Синайский, Александр Дмитриев (Россия).
Среди солистов, участвовавших в мировых премьерах новых сочинений композитора, такие как флейтист Пьер-Ив Арто (Франция), гобоист Дорин Глига (Румыния), кларнетисты Арман Ангстер (Франция) и Николас Кокс (Англия), фаготисты Валерий Попов (Россия) и Джонни Райнхард (США), баритоны Жак Бона и Вансан Ле Тесье (Франция), органист Эрве Дезарбр (Франция), виолончелисты Владимир Тонха, Сергей Судзиловский и Александр Загоринский (Россия).
В числе оркестров и камерных ансамблей, исполнявших произведения Юрия Каспарова, — Оркестр БиБиСи Уэлс (Англия), Филармонический Оркестра г. Ницца (Франция), Национальный Оркестр Румынского Радио, Ensemble Contrechamps (Швейцария), Камерата Зальцбурга (Австрия), Симфониетта Амстердама (Нидерланды), Ансамбль 2e2m (Франция), а также многие ведущие Московские симфонические оркестры и камерные ансамбли.
Мировые премьеры произведений Юрия Каспаров проходили во Франции, Италии, Германии, Австрии, Испании, Англии, Швейцарии, Бельгии, Польше, Венгрии, Швеции, Дании, Норвегии, Коста-Рике, Румынии, Финляндии, Украине, Японии, США и России. Только в одной Франции состоялось около 20 мировых премьер, из которых две трети в Париже.
Партитуры сочинений Юрия Каспарова издаются французскими издательствами «Le Chant du Monde», «Alphonse Leduc» и «Gérard Billaudot».

## Премии и награды
- Первая премия Всесоюзного конкурса композиторов за симфонию № 1 «Герника» для симфонического оркестра (Москва, 1985)
- Первая премия на Международном конкурсе композиторов им. Гвидо д'Ареццо за «Ave Maria» для 12 голосов и 3 инструменталистов (Италия, 1989)
- Гран-при Международного конкурса «Henri Dutilleux» за «Effet de Nuit» для бас-баритона и 5 исполнителей на стихи П. Верлена (Франция, 1996)
- Похвальная грамота Академии музыки Пескары за «Реминисценцию» для рояля и «рояля» (Италия, 1999).
- Заслуженный деятель искусств Российской Федерации (2007)
- Кавалер Ордена литературы и искусств (Франция) (2008)
- Деятель культуры «Мәдениет саласының үздігі» Республики Казахстан (2015)

## Основные сочинения

### Произведения для оркестра

#### Симфонии
- 1984 — Симфония № 1 «Герника». Первое исполнение — июнь 1984 года, Москва.
- 1987 — Симфония № 2 «Крейцерова». Первое исполнение — январь 1987 года, Ярославль.
- 1999 — Симфония № 3 «Экклесиаст». Первое исполнение — март 2000 года, Тур (Франция).
- 2008 — Симфония № 4 «Notre Dame». Первое исполнение — ноябрь 2008 года, Москва.

#### Концерты
- 1988 — Концерт для гобоя с оркестром. Первое исполнение — декабрь 1991 года, Москва.
- 1993 — «Логос», концерт для оркестра.
- 1996 — Концерт для фагота с оркестром. Первое исполнение — октябрь 1996 года, Ставангер (Норрвегия).
- 1998 — Концерт для виолончели с оркестром. Первое исполнение — ноябрь 2000 года, Москва.
- 2003 — «C’est la vie», концерт для флейты с оркестром. Первое исполнение — ноябрь 2003 года, Москва.
- 2005 — «Обелиск», концерт для органа с оркестром. Первое исполнение — ноябрь 2006 года, Москва.

#### Другое
- 1988 — «Линкос», секвенция для оркестра. Первое исполнение — апрель 1990 года, Норрчёпинг (Швеция).
- 1989 — «Генезис», микросимфония. Первое исполнение — январь 1994 года, Кардифф (Великобритания).
- 1997 — «Мир, каков он есть», симфоническая картина.
- 2003 — «Воздушные замки» для 24 флейт. Первое исполнение — март 2005 года, Париж.

### Произведения для камерного струнного оркестра с солистами
- 1999 — «DSCH-Meditation» для органа и 20 струнных.
- 2000 — Con moto morto фантазия для 4-х вёдер, 12 струнных, органа и маленькой заводной обезьянки. Первое исполнение — ноябрь 2006 года, Ростов-на-Дону (Россия).
- 2005 — «Ночной кошмар агента Фикса», музыкальная шутка для камерного струнного оркестра по мотивам романа Жюля Верна «Вокруг света за 80 дней». Первое исполнение — июнь 2005 года, Париж.

### Произведения для ансамбля солистов

#### Камерные симфонии
- 1989 — «Безмолвие», камерная симфония № 1 для 14 исполнителей. Первое исполнение — апрель 1990 года, Москва.
- 1995 — «Прикосновение», камерная симфония № 2) для 16 исполнителей.
- 1999 — «Свет и Тень — Сопоставление», камерная симфония № 3 для 7 исполнителей. Первое исполнение — октябрь 1999 года, Бакэу (Румыния).
- 2010 — «Исчезающий мир», камерная симфония № 4 для 8 исполнителей. Первое исполнение — май 2010 года, Париж.
- 2010 — «Пять фотографий невидимого», камерная симфония № 5 для 6 исполнителей. Первое исполнение — июнь 2010 года, Фельдкирх (Австрия).

#### Другое
- 1988 — «Diffusion» для трех ансамблей и тубы за сценой. Первое исполнение — май 1989 года, Челябинск.
- 1990 — «Дьявольские трели», вариации на тему Тартини для 16 исполнителей. Первое исполнение — декабрь 1990 года, Москва.
- 1992 — «Над вечным покоем», камерный концерт для фагота и 14 исполнителей. Первое исполнение — ноябрь 1992 года, Цюрих (Швейцария).
- 1995 — «Семь иллюзорных впечатлений памяти» для 16 исполнителей. Первое исполнение — май 1995 года, Франкфурт-на-Майне (Германия).
- 1996 — «12 Примеров взаимоотношений между фаготом, 8 контрабасами и 8 литаврами». Первое исполнение — ноябрь 1996 года, Москва.
- 1998 — «За пределами времени», вариации на тему Денисова для 14 исполнителей. Первое исполнение — май 1998 года, Билефельд (Германия).
- 2003 — «Символы Пикассо», пять миниатюр для 12 исполнителей. Первое исполнение — июнь 2004 года, Париж.
- 2004 — Contro lamento для 16 исполнителей. Первое исполнение — ноябрь 2004 года, Москва.
- 2005 — «Посвящение Онеггеру» для 9 исполнителей. Первое исполнение — сентябрь 2005 года, Варшава

### Вокальные произведения
- 1989 — «Ave Maria» для 12 голосов, скрипки, органа и вибрафона. Первое исполнение — ноябрь 1991 года, Москва.
- 1991 — «Stabat Mater» для сопрано и струнного квартета. Первое исполнение — июль 1992 года, Калуннборг (Дания).
- 1992 — «Nevermore», моноопера для баритона и 17 исполнителей по стихотворению Эдгара По «Ворон». Первое (концертное) исполнение — ноябрь 1995 года, Москва. Солист — Василий Савенко. Постановка — июнь 2006 года, Москва.
- 19 — «Сон» для сопрано и органа (на стихи Эдгара По). Первое исполнение — июль 1997 года, Локкум (Германия).
- 1996 — «Впечатления ночи» для бас-баритона, кларнета, валторны, фортепиано, вибрафона и виолончели на стихи Поля Верлена. Первое исполнение — сентябрь 1996 года, Сен-Пьер-де-Кор (Франция).
- 1997 — «Три басни Жана Лафонтена» для бас-баритона, гобоя, кларнета, тромбона, ударных, скрипки, альта и виолончели. Первое исполнение — ноябрь 2002 года, Тур (Франция).
- 2001 — «Волшебная скрипка» для меццо-сопрано и плёнки на стихи Николая Гумилёва. Первое исполнение — апрель 2001 года, Генуя (Италия).
- 2008 — «Сентиментальная прогулка» для двух вокальных ансамблей на стихи Поля Верлена (2008). Первое исполнение — июнь 2009 года, Париж.

### Квинтеты
- 1998 — «Перекрестье мыслей» для фагота и квартета виолончелей. Первое исполнение — июнь 1998 года, Авиньон (Франция).

### Квартеты
- 1988 — «Эпитафия памяти Альбана Берга» для гобоя, скрипки, арфы и ударных. Первое исполнение — июнь 1988 года.
- 1989 — Инвенция для струнного квартета. Первое исполнение — октябрь 1989 года, Ленинград.
- 1991 — «Пейзаж, уходящий в бесконечность» для кларнета, скрипки, виолончели и фортепиано. Первое исполнение — сентябрь 1992 года, Франкфурт-на-Майне (Германия).
- 1998 — Хорал для 4-х контрабасов.
- 2002 — «Призрак музыки» для кларнета, фагота, органа и ударных. Первое исполнение — сентябрь 2002 года, Москва.
- 2007 — «Женщина в белом» для струнного квартета и двух коротких фонограмм. Первое исполнение — ноябрь 2007 года, Москва.
- 2008 — «Монодия» для квартета виолончелей. Первое исполнение — ноябрь 2008 года, Москва.

### Трио
- 1990 — «Эскиз портрета с коллажем» для скрипки, трубы и фортепиано. Первое исполнение — июнь 1992 года, Корсхом (Финляндия).
- 1991 — «Козлиная Песнь» для фагота, контрабаса и ударных. Первое исполнение — май 1994 года, Валенсия (Испания).
- 1991 — Ноктюрн для кларнета, скрипки и фортепиано. Первое исполнение — сентябрь 1991 года, Кёльн (Германия).
- 1993 — «Шёнберг-пространство» для скрипки, виолончели и фортепиано. Первое исполнение — ноябрь 1993 года, Гамбург (Германия).
- 1995 — «Game of Gale» для тенор-саксофона, маримбы и фортепиано.
- 1997 — «Осколки отражения» для виолончели, фортепиано и ударных. Первое исполнение — ноябрь 1997 года, Москва.

### Дуэты
- 1990 — Вариации для кларнета и фортепиано. Первое исполнение — июль 1992 года, Честер (Великобритания).
- 1992 — Чакона для фагота, виолончели и лайф-электроники. Первое исполнение — февраль 1993 года, Париж (Франция).
- 1994 — «Коротко о серьёзном» для тромбона и органа. Первое исполнение — сентябрь 1994 года, Москва.
- 1997 — «Gas-Bag» для сопрано-саксофона и альт-саксофона. Первое исполнение — март 1999 года, Руан (Франция).
- 1999 — Concertando con forza tanta для виолончели и фортепиано. Первое исполнение — октябрь 1999 года, Львов (Украина).
- 2005 — «Диалог с комментариями» для контрабаса и фортепиано.
- 2008 — «Непрозрачная пустота» для флейты и виолончели. Первое исполнение — ноябрь 2009 года, Москва.
- 2008 — «Прелюдия, Токката и Фуга» для двух фортепиано. Первое исполнение — сентябрь 2008 года, Москва.
- 2009 — «Баллада» для фагота и фортепиано. Первое исполнение — июль 2009 года, Бирмингем (Великобритания).
- 2010 — «Драматическая колыбельная» для фортепиано и органа. Первое исполнение — февраль 2010 года, Париж.

### Соло
- 1989 — Sonata-Infernale для фагота соло. Первое исполнение — август 1992 года, Франкфурт-на-Майне (Германия).
- 1990 — Постлюдия для арфы соло. Первое исполнение — апрель 1994 года, Гент (Бельгия).
- 1990 — Cantus firmus для скрипки соло. Первое исполнение — июнь 1990 года, Латина (Италия).
- 1990 — Credo для органа соло. Первое исполнение — октябрь 1992 года, Москва
- 1993 — «Реминисценция» для рояля и «рояля». Первое исполнение — май 1997 года, Босвил (Швейцария)
- 2000 — «Хорошее настроение господина Дегейтера», музыкальная шутка для органа соло. Первое исполнение — сентябрь 2000 года, Рокевэр (Франция)
- 2002 — «Урок демократии», музыкальная шутка для органа соло. Первое исполнение — октябрь 2002 года, Париж
- 2003 — «Квинтэссенция» для фортепиано соло. Первое исполнение — ноябрь 2003 года, Кальяри (Италия).
- 2005 — Lontano документальная музыка для органа и плёнки. Первое исполнение — январь 2006 года, Париж.

### Музыка к фильмам
- «Подданные революции» (1987), «Живодёр» (1990), «Убийца» (1990), «Глухомань» (1991), «Чужая сторона» (1991), «Он своё получит» (1992), «Ваши пальцы пахнут ладаном» (1993), «И вечно возвращаться» (1993) и другим.

### Музыка к мультипликационным фильмам
- «Победитель» (1997), «Щелкунчик» (2004) и другим.

## Дискография
- «Дьявольские трели», вариации на тему Тартини для 16 исполнителей: Московский ансамбль современной музыки (Международная книга, 1991, МК 417036)
- «Ноктюрн» для кларнета, скрипки и фортепиано: Московский ансамбль современной музыки (Olympia, 1991, OCD 282)
- «Эпитафия памяти Альбана Берга» для гобоя, арфы, скрипки и ударных: Московский ансамбль современной музыки (Olympia, 1991, OCD 283)
- «Соната — инфернале» для фагота соло: Валерий Попов (Olympia, 1992, OCD 295)
- «Козлиная песнь» для фагота, контрабаса и ударных: Московский ансамбль современной музыки (Olympia, 1993, OCD 297)
- «Над вечным покоем», камерный концерт для фагота и 14 исполнителей: Валерий Попов, Московский ансамбль современной музыки (Zvuk agency, 1998, ZV 80-98146)
- «Хорошее настроение г-на Дегейтера», музыкальная шутка для органа соло: Эрве Дезарбр (Mandala и Harmonia Mundi, 2001, MAN 4896)

### Шесть авторских компакт дисков
- «Пейзаж, уходящий в бесконечность» для кларнета, скрипки, виолончели и фортепиано, «Nevermore!», увертюра к опере-монодраме для 16 исполнителей, «Кредо» для органа соло, «Cantus firmus» для скрипки соло, «Вариации» для кларнета и фортепиано, «постлюдия» для арфы соло, «Безмолвие», камерная симфония № 1 для 14 исполнителей: Московский ансамбль современной музыки (Le Chant du Monde и Harmonia Mundi, 1992, LDC 288 060 CM 210)
- «Линкос», секвенция для симфонического оркестра, «Аве Мария» для 12 солистов, скрипки, органа и вибрафона, «Генезис», микросимфония для симфонического оркестра, «Stabat mater» для сопрано и струнного квартета, Концерт для гобоя и симфонического оркестра,
- «Инвенция» для струнного квартета: Государственный симфонический оркестр кинематографии СССР, Новый московский хор, Московский ансамбль современной музыки (Olympia, 1992, OCD 296)
- «Дьявольские трели», вариации на тему Тартини для 16 исполнителей, «Мечта» для сопрано и органа на стихи Эдгара Алана По, «Свет и Тень — сопоставление», камерная симфония № 3 для 7 исполнителей, «12 примеров взаимоотношений между фаготом, 8 контрабасами и 8 литаврами», «Реминисценция» для фортепиано и «фортепиано», «Семь иллюзорных впечатлений памяти» для 16 исполнителей: Московский ансамбль современной музыки (АСМ) («Musique Aujourd’hui», Le Chant du Monde и Harmonia Mundi, 2000, LDC 2781120 HM 57)
- «Щелкунчик», вариации а парафразы на темы П. И. Чайковского: Государственный симфонический оркестр кинематографии России (Le Chant du Monde и Harmonia Mundi, 2005, LDC 2781146 HM 57)
- «Соната — инфернале» для фагота соло, «Козлиная песнь» для фагота, контрабаса и ударных, «Чакона» для фагота, виолончели и «живой» электроники: Валерий Попов, Московский ансамбль современной музыки (Vista Vera, 2009, VVCD-00200)
- «Ангел катастроф» для баритона и 16 исполнителей на стихи Вадима Шершеневича, «Мир, каков он есть» для большого симфонического оркестра, «Воздушные замки» для 24 флейт, «Символы Пикассо» для 12 исполнителей: Александр Полковников (баритон), Студия новой музыки, Французский Оркестр Флейт, Ансамбль «2е2м» (Vista Vera, 2016, VVCD-00258)